# Ding Baozhen
Ding Baozhen (Ting Pao-chen; en chino tradicional, 丁寶楨; en chino simplificado, 丁宝桢) (1820-1886) fue gobernador de la provincia de Sichuan, China durante la dinastía Qing. El platillo de Sichuan Gong Bao Ding Ji (Kung Pao) fue nombrado en
su honor usando una forma abreviada, Ding Gongbao (丁宮保).

## Biografía
Nacido en Pingyuan, provincia de Guizhou en 1820, Ding fue designado funcionario del gobierno en 1854 después de una destacada actuación en el examen anual real. Se desempeñó como jefe de la provincia de Shandong y luego como gobernador de la provincia de Sichuan. En el segundo año de Guangxu periodo de la dinastía Qing supervisó la reconstrucción del proyecto de irrigación de Dujiangyan. Su estatua se puede ver en exhibición en el Templo Erwang de la ciudad de Dujiangyan. Su título era Gongbao (en chino tradicional, 宮保; pinyin, Gōngbǎo; Wade-Giles, Kung1-pao3), o guardián del palacio.